# Recife
Recife là thành phố cảng ở đông bắc Brasil, là thủ phủ của bang Pernambuco. Thành phố này nằm ở bên bờ Đại Tây Dương, gần mũi cực đông của Nam Mỹ. Đây là một trong những thành phố lớn nhất ở Brasil, được các tuyến đường thủy chia cắt thành các quận riêng biệt. Các quận chính bao gồm: São José, quận tài chính và thương mại trên một bán đảo; Boa Vista, một quận dân cư và kinh doanh; Santo Antônio, quận hành chính trên đảo Antônio Vaz.
Thành phố này có diện tích 218 ki-lô-mét vuông, diện tích vùng đô thị là 2.768 km² và dân số thành phố là 1,515 triệu người, dân số vùng đô thị là 6,88 triệu người.
Do có nhiều tuyến đường thủy trong thành phố, Recife đôi khi được gọi là Venezia của châu Mỹ. 
Các ngành chính của thành phố này gồm: xuất nhập khẩu, tinh chế đường ăn, dệt vải, kim khí, chế biến rau quả, sản xuất xi măng, hàng da. 
Thành phố này có các trường đại học như: Đại học Liên bang Pernambuco (thành lập năm 1946), Đại học Công giáo Pernambuco (thành lập năm 1951), Đại học Nông thôn Liên bang Pernambuco (thành lập năm 1954). Sân bay quốc tế Guararapes là sân bay chính của thành phố này.
Recife được dân châu Âu định cư vào năm 1535 và đã bị người Anh chiếm giữ năm 1595, sau đó người Hà Lan đã chiếm giữ thành phố này từ năm 1630 đến năm 1654.